# ハンガー: 飽くなき食への道
『ハンガー: 飽くなき食への道』（英題: Hunger）は、2023年のタイの映画。監督はシッティシリ・モンコンシリ。脚本はコンデート・ジャトゥランラッサミー。
チュティモン・ジョンジャルーンスックジン演じる大衆食堂で働く若き料理人、オエイは高級レストランにスカウトされ、ノパチャイ・チャイヤナーム演じる厳しさで悪名高いシェフ・ポールの指導のもとで修行を始める。
本作は2022年にNetflixが発表した6本のタイオリジナル作品のうちの1本で、2023年4月に同プラットフォームで公開された。

## 登場人物

### ショーユウ
オエイの家族が営む大衆食堂。パッシーイウをメイン料理としている。デリバリーを含めて連日注文が絶えない。

#### ショーユウの家族とその関係者たち
オエイ
本作の主人公であり、「ショーユウ」のキッチン担当。家業とするだけあって料理の腕前は優れている。一方、「ハンガー」の存在を知らないなど、流行に疎い一面もある。
オエイの父
「ショーユウ」のホール担当。厨房はオエイに任せているが、即席で駄々っ子麵をふるまうなど料理の腕は健在。タイ人らしく、周囲に対しとても温厚な性格を持つ。
ジョイ
オエイの妹。大学進学に向けて勉学に励んでいる。家族想いで、オエイの父が入院したときは「（父の医療費に充てるため）私もパートを始めたい」と直訴するほど。（結局オエイに「あんたは勉強しな」ととがめられる。）
オー
オエイの友人。デジタルコンテンツクリエイターとして働く傍ら、「ショーユウ」の買い出しも手伝う。陽気な性格だが、自身の稼ぎが芳しくないことを不安に思う。

### ハンガー（HUNGER）
1年以上先も予約が埋まるほどの人気を誇る、高級出張料理サービス。店名にも表れている「渇望するほど欲する」をモットーに、高級食材を用いた独創性豊かな創作料理を展開する。

#### ハンガーで働く従業員
ポール
「ハンガー」のシェフ。卓越した腕前はSNSでも話題になるほか、軍高官や有名セレブの評判を得る。その一方で、従業員の教育は厳格で、彼らの食材の目利きや出来栄え、勤務態度に至るまで、妥協は一切許さない。しかし、国立公園でサイチョウを調理したことがSNSで拡散（いわゆる「炎上」）されると、まもなくして警察に発覚、そのまま逮捕される。そのため、結局は本作の悪役となる。
デン
「ハンガー」のスーシェフ（副司令官）として、ポールが厨房にいない間は彼が従業員に指示をする。ポール含め「デンおじさん」の愛称で呼ばれている。百戦錬磨のベテランだが、ある日、自分よりも腕を上げたオエイに嫉妬し、甲殻類アレルギーを持つ女児とその両親に提供するコンソメスープにエビを仕込む悪事を働いたことがポールに発覚。激しく𠮟責をする隙を狙ってポールを襲撃し、そのまま「ハンガー」を去った。
トン
「ハンガー」のジュニアスーシェフ。オエイを「ハンガー」にスカウトした第一人者。かつて食材の選定をポールと共に行っていたが、やがて任されるようになった。地元の漁場にオエイを連れて行ったり、自身の家に招き入れて料理を教えたりするうちに、オエイと恋に落ちる。オエイが「ハンガー」を退職してほどなく、自身も独立して料理店を営んでいる。
トゥー
スープ担当。冷静で、口数は少ない。ある日、「自分も高級料理を食べたい」という欲に駆られ、厨房から食材を盗んだことで、ポールに解雇を通告される。
ケン
冷菜担当だが、ソースやデザートも得意。オエイの数か月前に「ハンガー」に入門した。お調子者な一方で、自らの過ちを直ちに認め謝罪したり、激昂したポールが投げつけた寸胴からオエイを守るなど、人間的な一面も持つ。
ベー
皿洗い担当（後に包丁も握るようになる）。タイ語は話せない。かなり勤勉だが、常に微笑みを絶やさない。
チャイ
物語中盤から「ハンガー」に入門（時期は未定だが、ポールが退院した後であると考えられる）。

### その他
パット
オエイと共に「ハンガー」の入門試験に臨むが、ポールに即刻不合格を言い渡される。「自分は料理学校出身だ。（オエイの作った）こんな地味なものに負けるわけがない」と最後まで抗うも、強制的に退場させられる。ポールは後に、「料理学校出など、火もまともに使えなければ想像力のかけらもない、出来損ないばかりだと言ったはずだ」と、デンに諭している。
トート・マノピローム
レストランプロデューサー。「ハンガー」に出資を打診した（ポールはこれを断り続けている）後、オエイの独立を支援している。

## 注
1. ↑  “今週末は、この映画に胸アツ！天才シェフと新人シェフが凌ぎあう『ハンガー：飽くなき食への道』は緊張感がたっぷり！ | Culture”. Safari Online｜サファリオンライン. 2024年2月11日閲覧。